# Championnats du monde de slalom (canoë-kayak) 1989
Navigation
Championnats du monde de slalom 1987 Championnats du monde de slalom 1991
Les 21e championnats du monde de slalom en canoë-kayak de 1989 se sont tenus à Savage River dans le Comté de Garrett dans le Maryland aux États-Unis, sous l'égide de la Fédération internationale de canoë.

## Podiums

### K1
| Rang               | Athlète         | Pays        | Points |
| ------------------ | --------------- | ----------- | ------ |
| Médaille d'or      | Richard Fox     | Royaume-Uni |        |
| Médaille d'argent  | Gilles Clouzeau | France      |        |
| Médaille de bronze | Jernej Abramic  | Yougoslavie |        |

| Rang               | Athlète          | Pays       | Points |
| ------------------ | ---------------- | ---------- | ------ |
| Médaille d'or      | Myriam Jerusalmy | France     |        |
| Médaille d'argent  | Dana Chladek     | États-Unis |        |
| Médaille de bronze | Cathy Hearn      | États-Unis |        |

### K1 par équipe
| Rang               | Athlète                                        | Pays                 | Points |
| ------------------ | ---------------------------------------------- | -------------------- | ------ |
| Médaille d'or      | Jernej Abranic Marjan Strukelj Albin Cizman    | Yougoslavie          |        |
| Médaille d'argent  | Pierpaolo Ferrazzi Ettoro Ivaldi Marco Caldera | Italie               |        |
| Médaille de bronze | Martin Hemmer Thomas Hilger Michael Seibert    | Allemagne de l'Ouest |        |

| Rang               | Athlète                                                     | Pays               | Points |
| ------------------ | ----------------------------------------------------------- | ------------------ | ------ |
| Médaille d'or      | Anne Boixel Myriam Jerusalmi Marie-Françoise Grange-Prigent | France             |        |
| Médaille d'argent  | Dana Chladek Cathy Hearn Jennifer Stone                     | États-Unis         |        |
| Médaille de bronze | Zdenka Grossmanova Marcela Hilgertova Stepanka Hilgertova   | République tchèque |        |

### C1
| Rang               | Athlète        | Pays       | Points |
| ------------------ | -------------- | ---------- | ------ |
| Médaille d'or      | Jon Lugbill    | États-Unis |        |
| Médaille d'argent  | David Hearn    | États-Unis |        |
| Médaille de bronze | Thierry Humeau | France     |        |

### C1 par équipe
| Rang               | Athlète                                      | Pays        | Points |
| ------------------ | -------------------------------------------- | ----------- | ------ |
| Médaille d'or      | David Hearn Jon Lugbill Jed Prentice         | États-Unis  |        |
| Médaille d'argent  | Jacky Avril Thierry Lepeltier Thierry Humeau | France      |        |
| Médaille de bronze | Joze Vidmar Borut Javornik Bostjan Zitnik    | Yougoslavie |        |

### C2
| Rang               | Athlète                        | Pays                 | Points |
| ------------------ | ------------------------------ | -------------------- | ------ |
| Médaille d'or      | Frank Hemmer Thomas Loose      | Allemagne de l'Ouest |        |
| Médaille d'argent  | Jan Petricek Tomas Petricek    | République tchèque   |        |
| Médaille de bronze | Emmanuel del Rey Thierry Saidi | France               |        |

### C2 par équipe
| Rang               | Athlète                                                                                          | Pays                 | Points |
| ------------------ | ------------------------------------------------------------------------------------------------ | -------------------- | ------ |
| Médaille d'or      | Frank Adisson / Wilfrid Forgues Jérôme Daille / Gilles Lelièvre Emmanuel del Rey / Thierry Saidi | France               |        |
| Médaille d'argent  | Jiří Rohan / Miroslav Šimek Petricek J. / Petricek T. Hajducik / Kucera                          | République tchèque   |        |
| Médaille de bronze | Bittner / Nerlich Becker / Fröhlke Hemmer / Loosek                                               | Allemagne de l'Ouest |        |

## Tableau des médailles
| Rang  | Nation               | Or | Argent | Bronze | Total |
| ----- | -------------------- | -- | ------ | ------ | ----- |
| 1     | France               | 3  | 2      | 2      | 7     |
| 2     | États-Unis           | 2  | 3      | 1      | 6     |
| 3     | Allemagne de l'Ouest | 1  | 0      | 2      | 3     |
| 4     | Yougoslavie          | 1  | 0      | 2      | 3     |
| 5     | Tchécoslovaquie      | 0  | 2      | 1      | 3     |
| 6     | Royaume-Uni          | 1  | 0      | 0      | 1     |
| 7     | Italie               | 0  | 1      | 0      | 1     |
| Total | Total                | 8  | 8      | 8      | 24    |